# Stormyrtjärnen (Norsjö socken, Västerbotten, 719167-168365)
Stormyrtjärnen är en sjö i Norsjö kommun i Västerbotten och ingår i Rickleåns huvudavrinningsområde.